# Wyborger Manifest

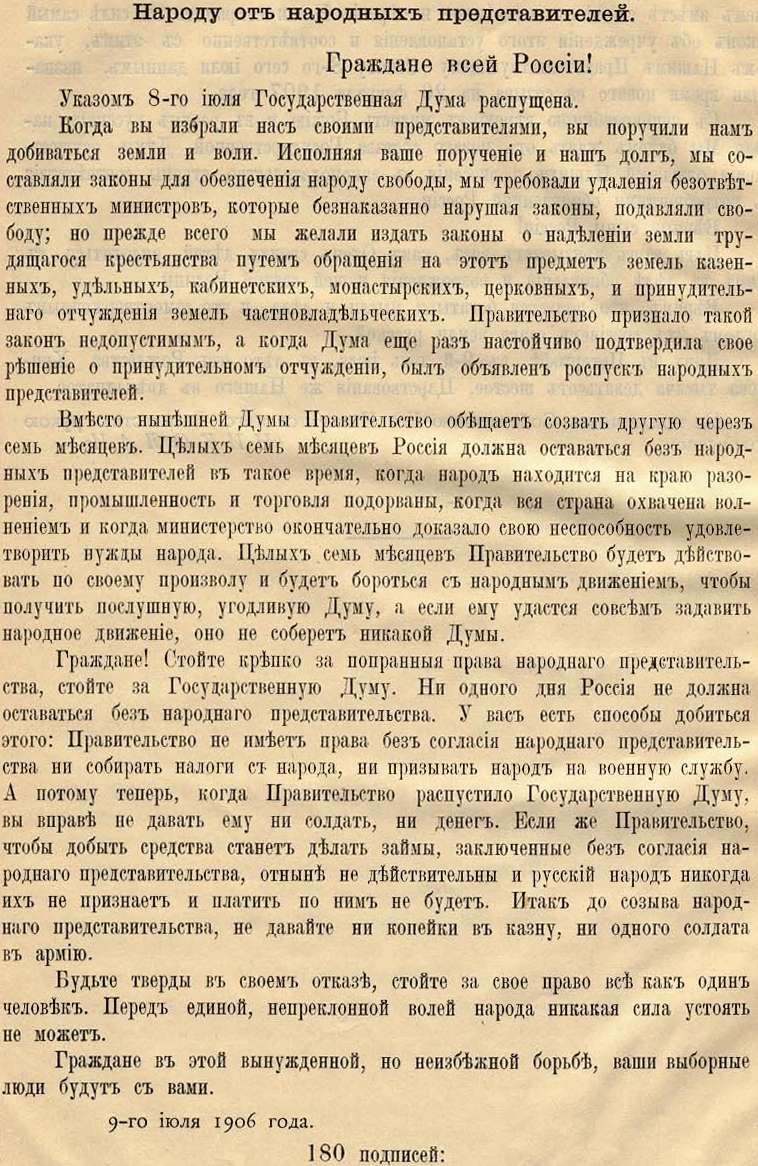
Gedruckte Version des Manifests aus dem Jahr 1906.

Das Wyborger Manifest (russisch Выборгское воззвание, wiss. Transliteration Vyborgskoye Vozzvaniye, auch Wyborg-Manifest oder Wyborger Appell) vom 9. Julijul. / 22. Juli 1906greg. war ein von Mitgliedern der liberalen Konstitutionell-Demokratischen Partei Russlands initiierter Aufruf zum Widerstand gegen die Regierung von Zar Nikolaus II., nachdem dieser die 1. Staatsduma aufgelöst hatte.  Der völlige Misserfolg des Appells, der auch von Mitgliedern anderer Parteien unterstützt wurde, vertiefte die Gräben zwischen der bürgerlich-liberalen und der linken Opposition gegen die zaristische Autokratie.

## Vorgeschichte

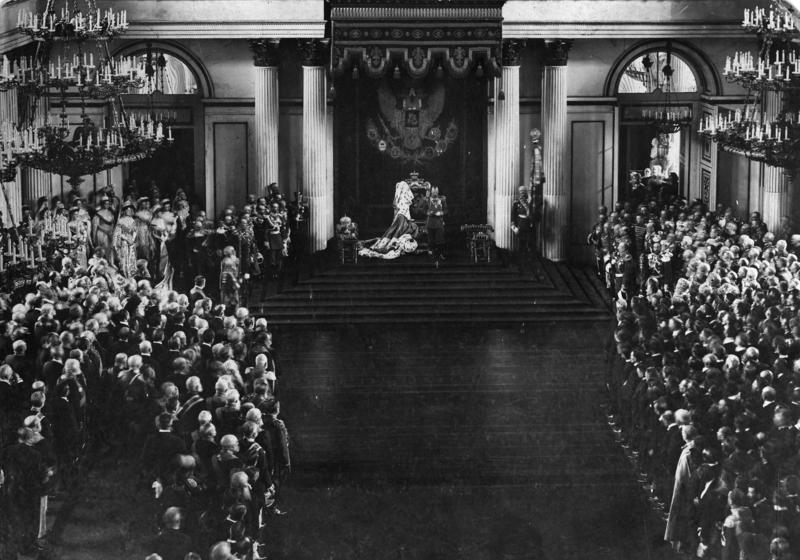
Eröffnung der 1. Staatsduma durch Zar Nikolaus II.

Im Verlauf der Russischen Revolution von 1905 hatte der Zar das sogenannte Oktobermanifest erlassen. Dieses sah als wichtigstes Zugeständnis an die Aufständischen die Wahl eines gesamtrussischen Parlaments vor. Damit gelang es der Regierung, die Opposition zu spalten: Die liberalen, bürgerlichen Kräfte sahen mit dem Manifest das Ziel der Revolution erreicht, die linken Parteien betrachteten es bestenfalls als Ausgangspunkt weiterer radikaler Veränderungen in Staat und Gesellschaft. Als die zaristische Regierung diese Spaltung nutzte, um nunmehr ungefährdet gegen streikende Arbeiter und revoltierende Bauern vorzugehen, boykottierten die Linken die Wahl zur ersten Staatsduma weitgehend. Die Konstitutionellen Demokraten, die wegen ihres Parteikürzels KD auch „Kadetten“ genannt wurden, nahmen dagegen an ihr teil. Sie stellten mit 153 von 448 Abgeordneten die größte Fraktion und mit Sergei Muromzew auch den Duma-Vorsitzenden.
Das Parlament wurde am 27. Apriljul. / 10. Mai 1906greg. von Nikolaus II. eröffnet, aber bereits am 8. Julijul. / 21. Juli 1906greg. wieder aufgelöst. Der Zar sah sich dazu ermutigt, weil das Militär die Situation im Land wieder weitgehend unter Kontrolle hatte. Der Grund für seinen Schritt waren Gesetzesinitiativen der Duma-Fraktionen, die eine umfassende Agrarreform vorsahen: Sowohl Staats- als auch Privatland von Großgrundbesitzern sollte zugunsten der meist am Rande des Existenzminimums lebenden Bauern enteignet werden. Uneinigkeit bestand lediglich darüber, ob die Landbesitzer entschädigt werden sollten oder nicht. Die Regierung lehnte das Vorhaben in jeder Form ab. Da der Zar dem Oktobermanifest nie den Rang einer Verfassung eingeräumt hatte, die seine Stellung als Selbstherrscher hätte einschränken können, sah er die Auflösung der Duma als sein Recht an. Bei den Kadetten und weiteren liberalen und linken Abgeordneten rief sein Vorgehen dagegen stürmische Proteste hervor.

## Das Manifest

### Zustandekommen und Inhalt

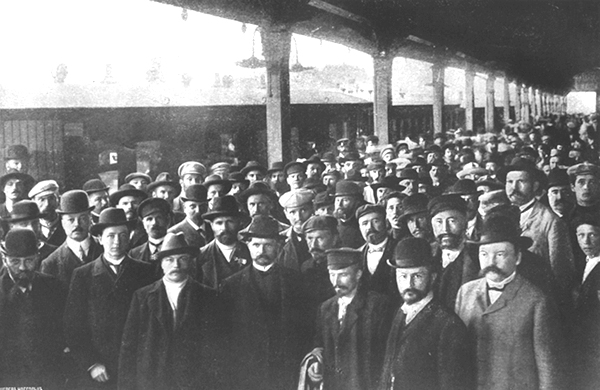
Abgeordnete der 1. Duma am Wyborger Bahnhof

Bereits am Tag der Parlamentsauflösung riefen Mitglieder der Bauernpartei Trudowiki zu einer Protestversammlung auf. Dieser Forderung schloss sich auch der radikale Flügel der Kadetten an. Da sowohl der Sitzungssaal der Duma als auch das Clubhaus der Kadetten in Sankt Petersburg von Polizei und Militär umstellt waren, wurde die Zusammenkunft in den 150 Kilometer entfernten, finnischen Kurort Wyborg einberufen. Bereits am Abend des 8. Julijul. / 21. Juli 1906greg. traten dort etwa 200 Delegierte unter dem Vorsitz von Duma-Präsident Muromzew zusammen. Im Verlauf der Nacht diskutierten sie zwei Entwürfe des Manifests. Während die Trudowiki Armee und Marine zur Meuterei aufrufen wollten, befürworteten die Kadetten ausschließlich zivilen Ungehorsam.
Am nächsten Tag, dem 9. Julijul. / 22. Juli 1906greg., verabschiedeten sie schließlich den Entwurf des Manifests, den Pawel Miljukow verfasst hatte, der Mitglied der Konstitutionellen Demokraten aber nicht der Duma war. Sein Text verurteilte die Maßnahme des Zaren als „Angriff auf das parlamentarische Prinzip“ und rief die Bürger ganz Russlands zum zivilen Widerstand gegen die autokratische Staatsführung auf. Die Bevölkerung sollte ähnlich vorgehen wie während des Generalstreiks im Revolutionsjahr 1905. Vor allem forderte das Manifest sie dazu auf, dem Staat durch allgemeine Steuer- und Kriegsdienstverweigerung seine finanziellen und militärischen Machtmittel entziehen. Sollte die zaristische Regierung Kredite ohne Genehmigung des Parlaments aufnehmen, werde die Duma dem auch nachträglich nicht ihre Zustimmung geben. In Wyborg unterzeichneten 180 Abgeordnete oder Parteimitglieder der Kadetten der Trudowiki, der Sozialdemokratischen Arbeiterpartei, der Sozialrevolutionäre sowie Vertreter der Muslime das Manifest. Später fügten 52 weitere Personen ihre Unterschrift hinzu.
Bereits am Tag seiner Verabschiedung wurde das Wyborger Manifest als Flugblatt in Finnisch und Russisch gedruckt und in einer Auflage von 10.000 Exemplaren in Umlauf gebracht. Auch im Ausland wurde es nachgedruckt.

### Scheitern und Nachwirkung

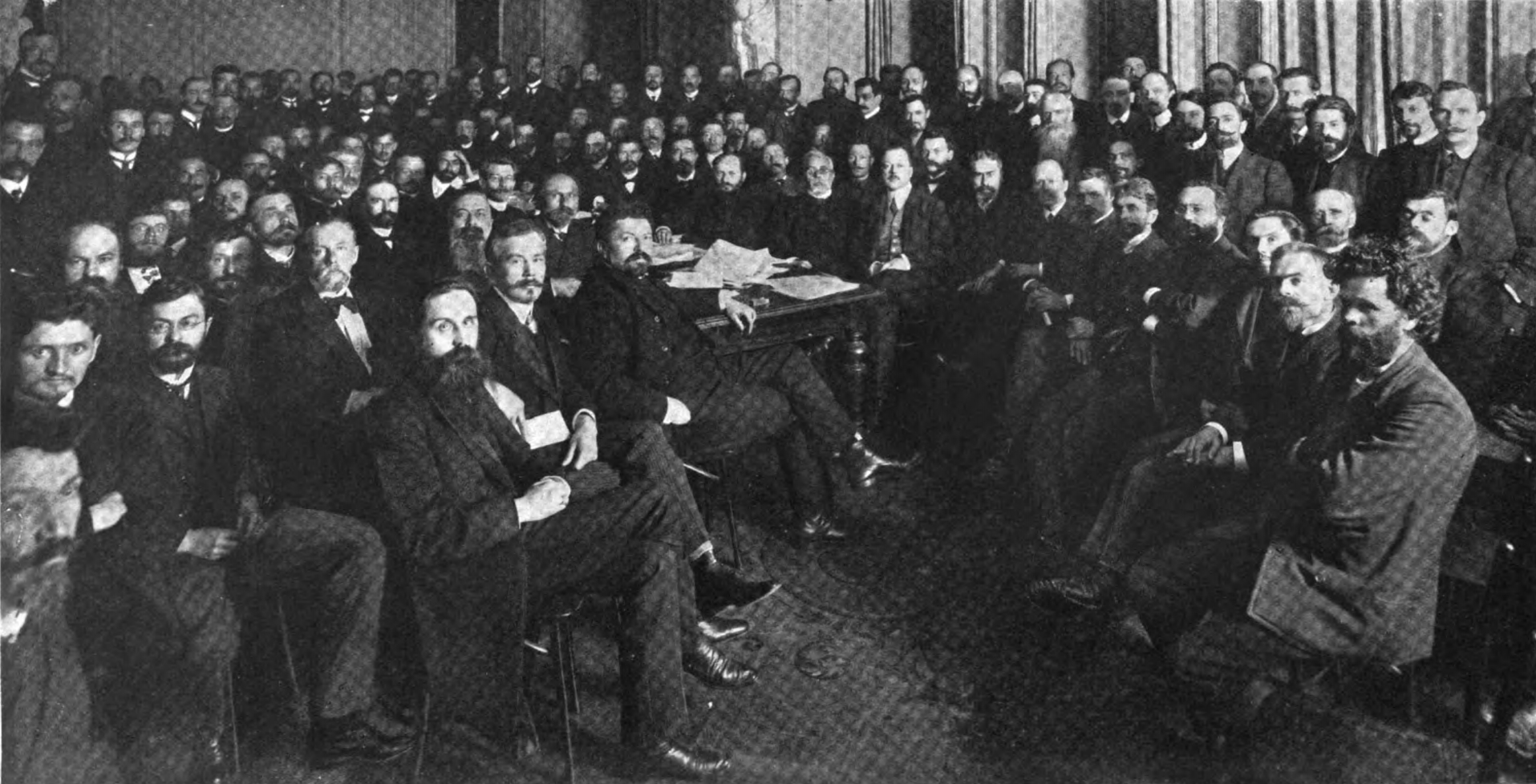
Versammlung der Angeklagten im Wyborg-Prozess von 1907

Aufgrund ihrer Stärke in der 1. Duma, sahen sich die Kadetten als Sprecher des gesamten Volkes und glaubten, großen Einfluss auch auf die breite Masse ausüben zu können. Ihr Wahlerfolg hatte aber zum großen Teil darauf beruht, dass die meisten linken Parteien die Duma-Wahl 1906 boykottiert hatten. Die ausbleibende Resonanz auf das Wyborger Manifest zeigte nun, dass die Kadetten im Wesentlichen nur die bürgerlichen Eliten und liberalen Adligen repräsentierten, nicht „das Volk“. Das Gros der Bevölkerung, vor allem die Bauern, nahm das Manifest überhaupt nicht zur Kenntnis. Selbst viele Kadetten weigerten sich, ihre Unterschrift unter das Papier zu setzen. Damit verhallte der Appell ungehört. Der offenkundige Widerspruch zwischen dem Anspruch der Kadetten und der Wirklichkeit, ermutigte die zaristische Regierung, entschieden gegen die Unterzeichner und Verbreiter des Manifests vorzugehen. Russische Zeitungen, die das Manifest nachdruckten, wurden beschlagnahmt und die Verantwortlichen mit Gefängnis bestraft.
Bereits am 29. Juli wurde ein Strafverfahren gegen die Unterzeichner eingeleitet. Im Dezember 1907 erhielten 167 von 169 Angeklagten im sogenannten Wyborg-Prozess dreimonatige Haftstrafen. Dies bedeutete, dass sie bei den folgenden Duma-Wahlen der Jahre 1907 und 1912 nicht mehr kandidieren und auch keine Staatsämter ausüben durften. Daher – und weil der Zar nach der Auflösung der 2. Staatsduma 1907 das Wahlrecht zugunsten der konservativen Kräfte änderte – gehörten die Kadetten in den Ende 1907 und 1912 gewählten, mehrheitlich konservativen Parlamenten meist dem gemäßigten Flügel an.
Das Scheitern des Wyborger Manifests machte nicht nur die Selbstüberschätzung der Kadetten und ihren Bruch mit der Arbeiterbewegung für jeden offensichtlich. Es verdeutlichte auch einmal mehr die tiefe Kluft, die zwischen dem meist bäuerlichen Russland und den liberalen, städtischen Eliten bestand. Diese Kluft ließ sich auch nach der Februarrevolution 1917 nicht überbrücken, als die Kadetten mit Fürst Lwow den ersten Ministerpräsidenten und mit Pawel Miljukow den ersten Außenminister der Russischen Republik stellten. Diese Unfähigkeit trug entscheidend dazu bei, dass es auch 1917 nicht zum Aufbau einer stabilen Demokratie kam.

## Bekannte Unterzeichner

### Mitglieder des Duma-Präsidiums
- Sergei Andrejewitsch Muromzew, Vorsitzender der 1. Duma
- Pjotr Dmitrijewitsch Dolgorukow, 1. Stellvertreter des Dumavorsitzenden
- Nikolai Andrejewitsch Gredeskul, 2. Stellvertreter des Dumavorsitzenden

### Mitglieder der Kadetten-Partei
- Älichan Bökeichan, kasachischer Politiker, später Mitbegründer des Alasch-Orda-Staats
- Jānis Čakste, lettischer Politiker, später erster Präsident Lettlands
- Alexander Grigorjewitsch Chruschtschow, russischer Ökonom und Politiker
- Michail Herzenstein, russischer Wirtschaftswissenschaftler
- Sergei Andrejewitsch Kotljarewski, russischer Historiker
- Schemarjahu Levin, zionistischer Politiker und Publizist
- Wladimir Dmitrijewitsch Nabokow, Jurist, Journalist und Vater des späteren Schriftstellers Vladimir Nabokov
- Leon Petrażycki, polnischer Philosoph, Jurist und Soziologe
- Theodor Steinheil, deutsch-russischer Wissenschaftler
- Jaan Tõnisson, estnischer Verleger, späterer Ministerpräsident und Staatsoberhaupt Estlands
- Maxim Winawer, russisch-polnischer Politiker, Jurist und Mäzen
- Andrij Wjaslow, ukrainischer Jurist und Politiker, später Justizminister des Ukrainischen Staates

### Mitglieder anderer Parteien und Unabhängige
- Leon Bramson (Trudowiki), russischer Anwalt und Organisator jüdischer Selbsthilfeorganisationen und der World ORT
- Fjodor Dmitrijewitsch Krjukow (Trudowiki), russischer Schriftsteller
- Noe Schordania (Sozialdemokrat), georgischer Journalist, später Premierminister Georgiens
- Əlimərdan bəy Topçubaşov (Vertreter der Muslime), aserbaidschanischer Rechtsanwalt und Journalist, später Außenminister und Vorsitzender des Parlaments der Aserbaidschanischen Demokratischen Republik.